# ویلهلم نورمان
ویلهلم نورمان (آلمانی: Wilhelm Normann؛ ۱۶ ژانویهٔ ۱۸۷۰ – ۱ مهٔ ۱۹۳۹) یک زیست شناس، زمین‌شناس، و شیمی‌دان اهل آلمان بود.